# Lesotho az 1980. évi nyári olimpiai játékokon
Lesotho a szovjetunióbeli Moszkvában megrendezett 1980. évi nyári olimpiai játékok egyik részt vevő nemzete volt. Az országot az olimpián 1 sportágban 5 sportoló képviselte, akik érmet nem szereztek.

## Atlétika
Férfi
| Versenyző           | Versenyszám | Előfutam | Előfutam | Előfutam | Negyeddöntő | Negyeddöntő | Negyeddöntő | Elődöntő | Elődöntő | Elődöntő | Döntő         | Döntő         |
| Versenyző           | Versenyszám | Idő      | Hely.    | Össz.    | Idő         | Hely.       | Össz.       | Idő      | Hely.    | Össz.    | Idő           | Helyezés      |
| ------------------- | ----------- | -------- | -------- | -------- | ----------- | ----------- | ----------- | -------- | -------- | -------- | ------------- | ------------- |
| Joseph Letseka      | 100 m       | 11,21    | 6.       | 57.      | kiesett     | kiesett     | kiesett     | kiesett  | kiesett  | kiesett  | kiesett       | kiesett       |
| Joseph Letseka      | 200 m       | 22,31    | 5.       | 43.      | kiesett     | kiesett     | kiesett     | kiesett  | kiesett  | kiesett  | kiesett       | kiesett       |
| Mopeli Molapo       | 1500 m      | 3:55,50  | 7.       | 31.      |             |             |             | kiesett  | kiesett  | kiesett  | kiesett       | kiesett       |
| Motlalepula Thabana | 10 000 m    | 34:01,5  | 10.      | 34.      |             |             |             |          |          |          | kiesett       | kiesett       |
| Vincent Rakabaele   | Maraton     |          |          |          |             |             |             |          |          |          | 2:23:29       | 36.           |
| Kenneth Hlasa       | Maraton     |          |          |          |             |             |             |          |          |          | nem ért célba | nem ért célba |
| Kenneth Hlasa       | 800 m       | 1:56,1   | 7.       | 36.      |             |             |             | kiesett  | kiesett  | kiesett  | kiesett       | kiesett       |